# Provincia del Kivu Sud
La provincia del Kivu Sud (francese Province du Sud-Kivu) è una delle 26 province della Repubblica Democratica del Congo. Prende il nome dal lago Kivu. Capoluogo della provincia è Bukavu.

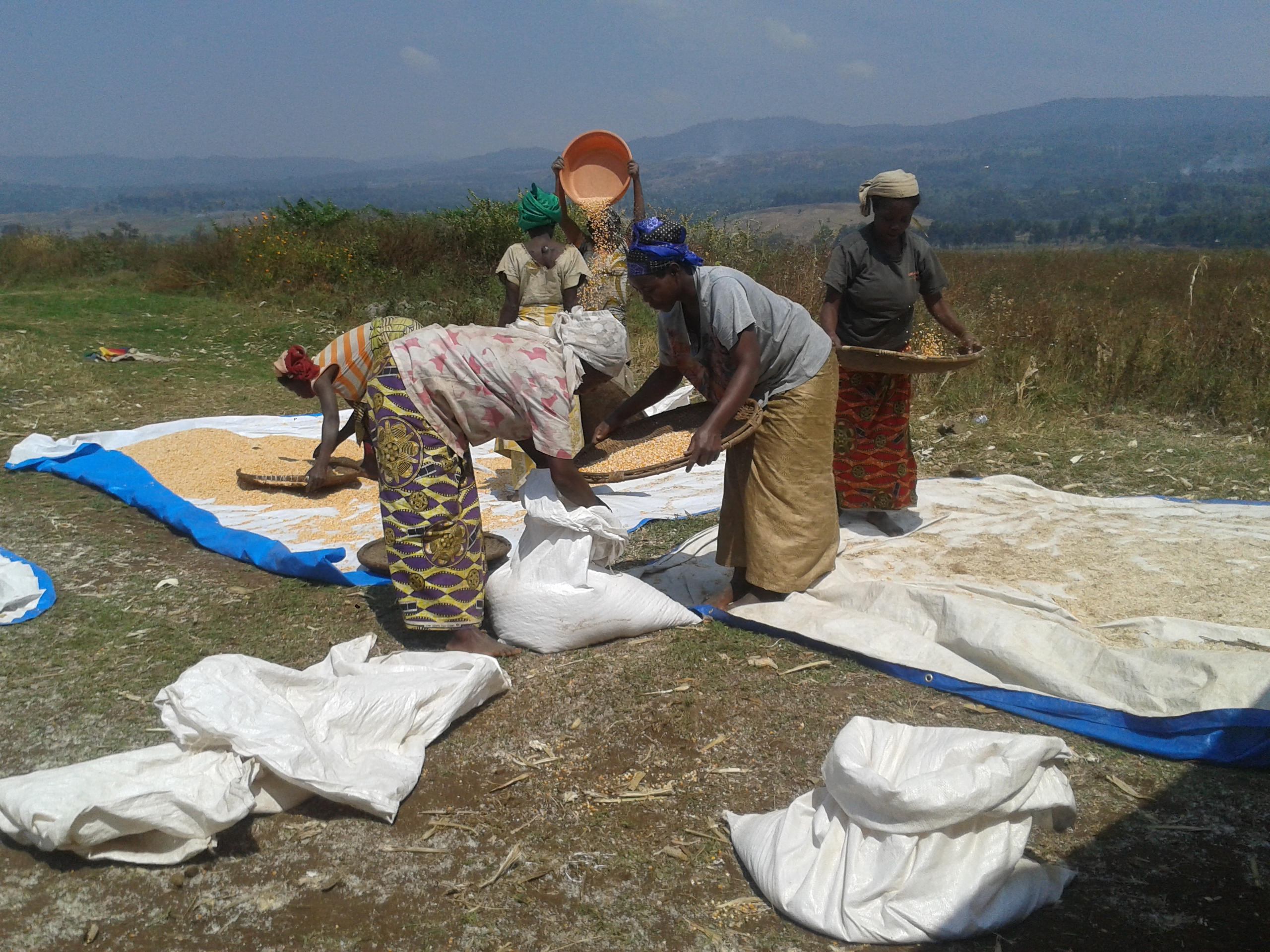
Agricoltura in Kavumu.

Si trova nel Congo orientale. Confina a nord con la provincia del Kivu Nord, a ovest con quella di Maniema, a sud con la provincia del Katanga. A est confina con il Ruanda, il Burundi, e con il lago Tanganica (Tanzania).
Nel precedente ordinamento amministrativo del Congo (in vigore fino al 2015) la provincia esisteva con gli stessi confini attuali e lo stesso capoluogo.
Insieme al Nord-Kivu è stata l'epicentro delle violenze derivanti dalla seconda guerra del Congo.

## Geografia antropica

### Suddivisioni amministrative
La provincia del Kivu Sud è suddivisa in 8 territori rurali, oltre alla città di Bukavu che è suddivisa in 4 comuni:
- Comuni di Bukavu:
  - Bagira
  - Ibanda
  - Kasha
  - Kadutu
- Territori rurali
  - territorio di Fizi, capoluogo: Fizi;
  - territorio di Idjwi, capoluogo: -;
  - territorio di Kabare, capoluogo: Kabare;
  - territorio di Kalehe, capoluogo: Kalehe;
  - territorio di Mwenga, capoluogo: Mwenga;
  - territorio di Shabunda, capoluogo: Shabunda;
  - territorio di Uvira, capoluogo: Uvira;
  - territorio di Walungu, capoluogo: Walungu.

## Società

### Etnie e minoranze straniere
Le etnie presenti in questa provincia sono:
- Babembe o Beembe (Fizi)
- Bajoba
  - Babuyu (Fizi)
  - Babwari (Fizi)
  - Bamasanze
  - Bavira o Vira o Benembuga (Uvira)
- Bafuliru (Uvira)
- Bahavu (Kalehe, Idjwi)
- Balega o Lega o Barega (Mwenga, Shabunda, Fizi)
- Banyamulenge (Uvira, Fizi, Mwenga)
- Banyindu (Walungu, Mwenga)
- Barundi (Uvira)
- Bashi o Shi (Walungu, Kabare, Kalehe, Mwenga)
- Batembo (Kalehe)
- Batwa o Twa (Idjwi, Kabare, Kalehe, Mwenga)
- Bazobu (Uvira)